# Breite Straße 47 (Wernigerode)

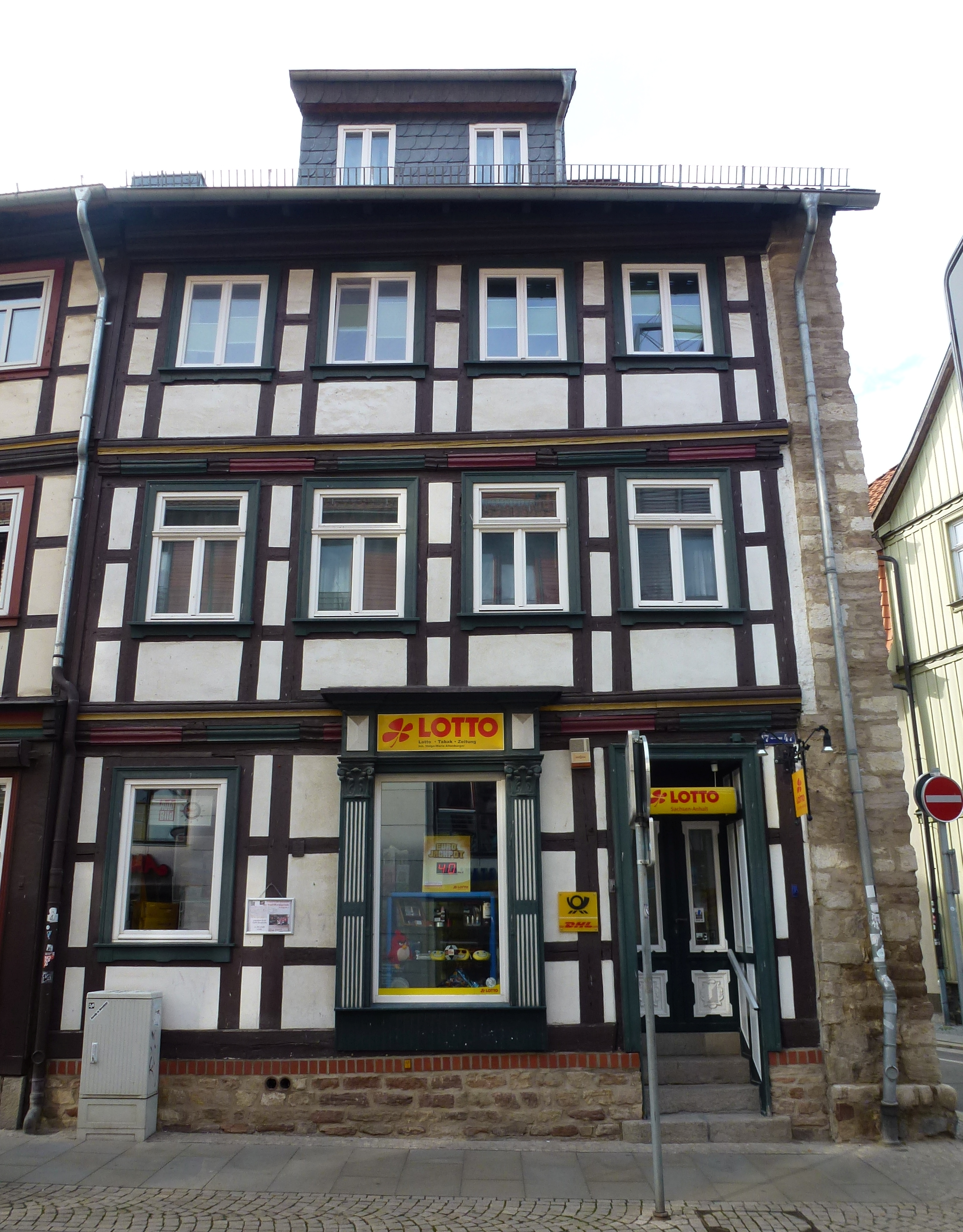
Wohnhaus Breite Straße 47, Ecke Ringstraße in Wernigerode

Das Haus Breite Straße 47 ist ein denkmalgeschütztes Haus in der Stadt Wernigerode im Landkreis Harz in Sachsen-Anhalt. Es handelt sich um ein Wohnhaus, das sich als Eckhaus unmittelbar an der Einmündung der Ringstraße in die Breite Straße befindet.

## Architektur und Geschichte
Das Gebäude befindet sich in der historischen Altstadt von Wernigerode auf der Nordseite der Breiten Straße, einer der Hauptgeschäftsstraßen der Stadt. Es ist relativ schmal und dreigeschossig. Das Dach wurde ebenfalls ausgebaut. Dort befinden sich eine Dachgaube mit zwei, zur Breiten Straße zeigenden Fenstern.
Das zur Straßenseite gelegene Hauptgebäude wurde mit funktionellem, einfachem Fachwerk errichtet. An den beiden Seiten der mit einem Schaufenster versehenen, symmetrisch in der Gebäudemitte liegenden früheren Eingangstür befindet sich zwei verzierte Holzsäulen.
In der unteren Etage des Gebäudes Breite Straße 47 wurde ein Laden eingebaut, zu dem vier Stufen führen. Dort befindet sich u. a. eine Lotto-Annahmestelle mit Zeitungs- und Tabakverkauf sowie eine Filiale der Deutschen Post AG. Ferner besteht die Möglichkeit für Fußpflege und Kosmetik.
Früher trug das Gebäude die Ortslistennummer 174 und vor 1895 die Bezeichnung Breite Straße 206. Es handelte sich ursprünglich um ein Wohnhaus mit kleinem Hofraum und Stall hinten.
Besitzer des Gebäudes waren:
- 1880/81  Schlüter, Friedrich, Beutler
- 1882/83  Krause, Franz, Bäcker
- 1887/88  dessen Witwe Auguste, geb. Brämer
- 1888/89  Wesche, Gustav, Bäcker
- 1891/92  Lange, Karl, Bäcker (1885/95 Bäckermeister) und Ehefrau Auguste geb. Brämer
- 1905     Schade, Wilhelm, Bäcker

Im Denkmalverzeichnis der Stadt Wernigerode ist das Haus als Baudenkmal unter der Erfassungsnummer 094 25160 verzeichnet.